# Nekrolog 1490
Nekrolog
◄◄
| ◄
| 1486
| 1487
| 1488
| 1489
| 1490 | 1491 | 1492 | 1493 | 1494 | ► | ►►
Weitere Ereignisse | Allgemeiner Nekrolog 1490
Die Beschreibung der verstorbenen Person sollte so kurz wie möglich gehalten sein und nur deren signifikante Tätigkeit(en) enthalten.
Neue Namen ggf. auch unter dem Geburts- und Sterbedatum, also etwa unter 1. Januar und im Geburts- und Sterbejahr (2024) eintragen (nur bei entsprechender großer Wichtigkeit). Für Beispiele siehe die schon vorhandenen Artikel.
Außerdem über die fünf zuletzt Verstorbenen, zu denen es einen ausreichend guten Artikel für eine Präsentation auf der Hauptseite gibt, nach der todesbedingten Überarbeitung der Artikel ggf. auch unter Wikipedia Diskussion:Hauptseite informieren und sie am besten auch in den anderen Wikipedia-Sprachversionen eintragen. Tipp: Regelmäßig bei news.google.de nach „ist tot“, „gestorben“ oder „verstorben“ suchen.
Wenn eine Person gestorben ist, gibt es viele Seiten zu dieser Person in der Wikipedia, die davon auch betroffen sind und entsprechend aktualisiert werden müssen. Beispiele: Namenübersichtsseite, Geburtsjahr, Geburtsort-Seiten und viele mehr.
Wie finde ich die betroffenen Seiten?
Im Suchfeld auf der linken Seite gibt man den Suchbegriff so ein: „Vorname Nachname“. Dann klickt man auf Volltext und alle Seiten mit entsprechendem Suchtext werden aufgerufen. Hier sieht man dann schnell, wo auch das Todesjahr Sinn macht oder sogar ein Teil des Artikels angepasst werden muss. Auch hilft das „Werkzeug“ auf der linken Seite sehr gut, um solche Seiten aufzufinden: „Links auf diese Seite“. Somit ist die Wikipedia wieder aktuell in allen Bereichen! Hinweis: bei Eintragung der Kategorie „Gestorben JAHR“ wird der Missbrauchsfilter 49 ausgelöst, was jedoch nicht schlimm ist. Siehe: Spezial:Missbrauchsfilter/49
Dies ist eine Liste von im Jahr 1490 verstorbenen bekannten Persönlichkeiten. Die Einträge erfolgen innerhalb der einzelnen Daten alphabetisch sortiert. Tiere sind im Nekrolog für Tiere zu finden.

## Januar
| Tag        | Name               | Beruf, bekannt als | Alter | Beleg |
| ---------- | ------------------ | ------------------ | ----- | ----- |
| 27. Januar | Ashikaga Yoshimasa | japanischer Shogun | 54    |       |

## Februar
| Tag         | Name             | Beruf, bekannt als             | Alter | Beleg |
| ----------- | ---------------- | ------------------------------ | ----- | ----- |
| 21. Februar | Ubaidullah Ahrar | Scheich des Naqschbandi-Ordens |       |       |

## März
| Tag      | Name                   | Beruf, bekannt als | Alter | Beleg |
| -------- | ---------------------- | ------------------ | ----- | ----- |
| 3. März  | Friedrich von Öttingen | Bischof von Passau |       |       |
| 13. März | Karl I.                | Herzog von Savoyen | 21    |       |
| 14. März | John Conyers           | englischer Ritter  |       |       |

## April
| Tag       | Name                  | Beruf, bekannt als            | Alter | Beleg |
| --------- | --------------------- | ----------------------------- | ----- | ----- |
| 6. April  | Matthias Corvinus     | ungarischer König             | 47    |       |
| 26. April | Heinrich Gundelfingen | deutscher Frühhumanist        |       |       |
| 27. April | Jakob von Zadar       | Franziskaner und Ordensbruder |       |       |

## Mai
| Tag     | Name                       | Beruf, bekannt als                                     | Alter | Beleg |
| ------- | -------------------------- | ------------------------------------------------------ | ----- | ----- |
| 5. Mai  | Margarethe von Rodemachern | spätmittelalterliche adlige Büchersammlerin            | 64    |       |
| 12. Mai | Johanna von Portugal       | portugiesische Prinzessin und Selige aus dem Haus Avis | 38    |       |

## Juni
| Tag      | Name                        | Beruf, bekannt als                                                        | Alter | Beleg |
| -------- | --------------------------- | ------------------------------------------------------------------------- | ----- | ----- |
| 2. Juni  | Heinrich von Kleve          | Benediktiner, Abt von Liesborn, Klosterreformer                           |       |       |
| 27. Juni | Eitel Friedrich von Zollern | Adliger der schwäbischen Linie der Hohenzollern und holländischer Admiral |       |       |

## Juli
| Tag      | Name                                 | Beruf, bekannt als        | Alter | Beleg |
| -------- | ------------------------------------ | ------------------------- | ----- | ----- |
| 5. Juli  | Heinz Dompnig                        | Breslauer Landeshauptmann |       |       |
| 16. Juli | William Herbert, 2. Earl of Pembroke | englischer Adliger        |       |       |

## August
| Tag        | Name                     | Beruf, bekannt als                                                          | Alter | Beleg |
| ---------- | ------------------------ | --------------------------------------------------------------------------- | ----- | ----- |
| 10. August | Pierre de Foix           | französischer katholischer Geistlicher, Kardinal und Erzbischof von Palermo | 41    |       |
| 11. August | Wilhelm von Wertheim     | Domherr und Generalvikar in Köln                                            |       |       |
| 16. August | Beatrix da Silva Meneses | portugiesische Nonne, Heilige und Ordensgründerin                           |       |       |
| 28. August | Wilhelm von Bibra        | deutscher Diplomat, päpstlicher Gesandter                                   |       |       |

## September
| Tag           | Name                     | Beruf, bekannt als                         | Alter | Beleg |
| ------------- | ------------------------ | ------------------------------------------ | ----- | ----- |
| 12. September | Peter Schott der Jüngere | deutscher Jurist, Geistlicher und Humanist |       |       |

## Oktober
| Tag         | Name               | Beruf, bekannt als                                    | Alter | Beleg |
| ----------- | ------------------ | ----------------------------------------------------- | ----- | ----- |
| 3. Oktober  | Franz von Savoyen  | Erzbischof von Auch und Bischof von Genf              |       |       |
| 17. Oktober | Giuliano da Maiano | italienischer Bildhauer, Architekt und Kunstschreiner |       |       |
| Oktober     | Stefano Guarnieri  | italienischer Humanist                                |       |       |

## November
| Tag          | Name                          | Beruf, bekannt als                                                                  | Alter | Beleg |
| ------------ | ----------------------------- | ----------------------------------------------------------------------------------- | ----- | ----- |
| 11. November | Sebastian I.                  | Graf von Ortenburg                                                                  | 56    |       |
| 19. November | Hans der Reiche von Gemmingen | Reichsritter, Begründer der Linie Gemmingen-Guttenberg der Freiherren von Gemmingen |       |       |

## Datum unbekannt
| Tag | Name                  | Beruf, bekannt als                                                 | Alter | Beleg |
| --- | --------------------- | ------------------------------------------------------------------ | ----- | ----- |
|     | Ottilie von Baden     | Äbtissin zu Pforzheim                                              |       |       |
|     | Bernhardus Trevisanus | italienischer Alchemist                                            |       |       |
|     | Martí Joan de Galba   | Schriftsteller                                                     |       |       |
|     | Kasimir II.           | Herzog von Zator                                                   |       |       |
|     | Arend De Keysere      | Drucker von Inkunabeln in Flandern                                 |       |       |
|     | Balázs Magyar         | ungarischer Feldherr                                               |       |       |
|     | Kaspar von Nostitz    | Söldnerführer des Deutschen Ordens                                 |       |       |
|     | Nikolaus Puchner      | Großmeister des Ordens der Kreuzherren mit dem Roten Stern in Prag |       |       |
|     | George Ripley         | englischer Kanoniker und Alchemist                                 |       |       |
|     | Ulrich Schreier       | österreichischer Buchmaler und Einbandgestalter                    |       |       |
|     | Hermann Slupwachter   | deutscher römisch-katholischer Theologe und Rechtsgelehrter        |       |       |
|     | Hans Talhoffer        | deutscher Fechtmeister                                             |       |       |